# Robert J. Cenker
Robert Joseph Cenker dit Bob Cenker est un astronaute américain né le 5 novembre 1948.

## Vols réalisés
Il réalise un unique vol le 12 janvier 1986, lors de la mission STS-61-C de la navette spatiale Columbia, en tant que spécialiste de charge utile.